# Piper eriocladum
Piper eriocladum är en pepparväxtart som beskrevs av Luis Aloysius, Luigi Sodiro. Piper eriocladum ingår i släktet Piper och familjen pepparväxter. Inga underarter finns listade i Catalogue of Life.